# Kota Baru Barat
Kota Baru Barat is een bestuurslaag in het regentschap Ogan Komering Ulu van de provincie Zuid-Sumatra, Indonesië. Kota Baru Barat telt 3786 inwoners (volkstelling 2010).